# Louis Gabriel Gauny
Louis Gabriel Gauny ou Gabriel Gauny est un ouvrier, poète et philosophe francais, né le 19 juin 1806 à Paris, ville où il est mort le 17 avril 1889. 

## Biographie
Fils d’un potier de terre et d’une blanchisseuse, né rue du Faubourg-Saint-Antoine, Louis Gabriel Gauny travaille comme ouvrier menuisier en parquet ; il est employé aux chemins de fer de Lyon de 1846 à 1851. Proche des milieux saint-simoniens, il publie en 1838 des articles et des poèmes dans le journal La Ruche populaire. Journal des ouvriers animé par Jules Vinçard et participe en 1841 au recueil publié par le saint-simonien Olinde Rodrigues Poésie sociale des ouvriers. Autodidacte, il évoque l’insécurité qu’il éprouve quand il s’agit d'écrire : « J’ai appris à parler mal comme d’autres entourés de bons exemples se sont accoutumés au mot propre, à la phrase légale. Enfant des faubourgs et sans cesse en rapport avec les verdeurs d’un français corrompu, pour moi les mauvaises locutions se sont faites principes. Ma misérable éducation, rétive par instinct et pauvre de mémoire, laisse courir ses syntaxes séditieuses comme une bande de vandales poursuivie par la loi. ».
Lors de la révolution de 1848, il fréquente le Club central du travail, fonde et anime le Club de l’organisation des travailleurs, et écrit des articles sur le travail et l'aliénation des ouvriers dans le Tocsin des Travailleurs qui paraît du 1er au 24 juin, en particulier « Le travail à la journée », « Condition des classes laborieuses » et « Aux ouvriers constructeurs de prisons cellulaires » ; il s'y montre sensible aux revendications féministes dans un article publié le 2 juin, « L'orgueil de la barbe ». Il publie quelques recueils de poèmes. En 1878, il est secrétaire d'une société saint-simonienne de secours mutuels, « Société des Amis de la Famille ».
Il meurt en son domicile le 17 avril 1889 dans le 13e arrondissement de Paris, et est inhumé au Cimetière parisien d'Ivry (11e division).
Ce sont les conditions aliénantes de son travail qui le poussent à commencer dès 1830 la rédaction d’un corpus de manuscrits qu’il terminera vers 1880. Ces textes à caractère philosophique ne seront pas publiés de son vivant.
En tombant sur une lettre où Gauny parle des conditions de vie des ouvriers au XIXe siècle, Jacques Rancière rassemble dans Le Philosophe plébéien les textes inédits les plus significatifs de Gauny, dont le fonds de 471 manuscrits est conservé à la bibliothèque municipale de Saint-Denis : ces archives ont été données en 1937 par Thilda Harlor qui en était dépositaire. Cette édition des œuvres de Gauny par Rancière est publiée en 1983, et rééditée en 2017 avec un avant-propos complété,.
Au-delà du fait que Gauny est, pour Rancière, le « philosophe plébéien », ses œuvres sont surtout un véritable témoignage de la condition ouvrière au XIXe siècle et du désir de s'en extraire.

## Œuvres

### Publiées de son vivant
- Poème Hosannah !, dans Poésies sociales des ouvriers, réunies et publiées par Olinde Rodrigues, Paris, Paulin, 1841, p. 83-88 Lire en ligne sur Gallica.
- La Forêt de Bondy, distiques, Paris, A. Patay, 1879, 71 p.
- Sonnets déchaînés, Paris, A. Patay, 1884, 121 p.

### Publications posthumes
- Les Fleurs, poésies, Paris, Librairie des sciences psychologiques, 1893, 174 p. (édition posthume par Amélie Ragon Hammer[11]).
- Le philosophe plébéien. Textes présentés et rassemblés par Jacques Rancière, Paris, Maspero, Saint-Denis, Presses universitaires de Vincennes, 1983, 205 p.  (ISBN 2-7071-1420-0) ; réédition revue, corrigée et augmentée, Paris, La Fabrique, 2017, 276 p.  (ISBN 978-2-35872-159-2).